# الغاية المدنية في كولومبيا
الغاية المدنية في كولومبيا (بالإسبانية: Cívico Seriedad Colombia) هو حزب سياسي في كولومبيا. في الانتخابات التشريعية التي أجريت في 10 مارس 2002، فاز الحزب كواحد من العديد من الأحزاب الصغيرة بالتمثيل البرلماني.